# Jon Iru
Jon Koldo Iruarrizaga Arteche (Bilbao, Vizcaya, 31 de marzo de 1993), más conocido como Jon Iru, es un ex-futbolista español formado en la cantera de Athletic Club.

## Trayectoria deportiva
Jon Iru nació en Bilbao, pero a los cuatro meses tuvo que irse con su familia a vivir a Alicante tras el fichaje de su padre por el Elche. Su padre, Patxi Iru, fue delegado, entrenador de porteros, secretario técnico y director deportivo del equipo ilicitano, entre otros cargos, tras su retirada como futbolista en 1998. Jon se inició en el Kelme para pasar a formar parte del Elche en categoría infantil hasta juveniles.
Jon ficharía por el Athletic en 2010, donde pasó a formar parte del Juvenil de honor. Sus dos primeras temporadas fueron muy buenas en el Juvenil de Honor y en el Basconia siendo titular indiscutible en el pivote.
En la temporada 2012/13 empezarían las inoportunas lesiones. Cedido en el Sestao River para jugar en 2ªB, sufrió la fractura del quinto metatarsiano que le apartó de los terrenos de juego por espacio de más de tres meses. Una vez recuperado y cuando ya empezaba a disfrutar de la continuidad necesaria, de nuevo una lesión muscular frenó su progresión. En septiembre de 2013, ya con el Bilbao Athletic, de nuevo misma lesión: fractura del quinto metatarsiano. Esa temporada acabó disputando 17 partidos a las órdenes de Ziganda. En julio de 2014 sufrió la rotura del ligamentro cruzado de la rodilla izquierda.
En la temporada 2015-16 jugó en Segunda División con el Bilbao Athletic, donde no tuvo demasiado protagonismo, con un total de 19 partidos en Segunda División en el conjunto bilbaíno.
En julio de 2016 firmó con el Real Murcia. Tras desvincularse del club grana, pasó a formar parte del Barakaldo C F desde enero de 2017 hasta junio de 2018.
El 10 de julio de 2018 se hizo oficial su contratación por la SD Leioa. Tras dos años en el club vizcaíno, firmó una temporada con el Haro Deportivo. En julio de 2021 fichó por la SD Gernika, que jugaría en la Segunda RFEF.

## Clubes
| Club                | País   | Periodo     | Partidos (goles) |
| ------------------- | ------ | ----------- | ---------------- |
| C. D. Basconia      | España | 2011 - 2012 | 34(1)            |
| Sestao River Club   | España | 2012 - 2013 | 7(0)             |
| Bilbao Athletic     | España | 2013 - 2016 | 38(0)            |
| Real Murcia C. F.   | España | 2016        | 10(0)            |
| Barakaldo C. F.     | España | 2017 - 2018 | 43(0)            |
| S. D. Leioa         | España | 2018 - 2020 | 38(1)            |
| Club Haro Deportivo | España | 2020 - 2021 | 25(3)            |
| S. D. Gernika       | España | 2021 - 2022 | 28(2)            |

## Vida personal
Es hijo de Patxi Iru, sobrino de Aitor Iru y primo de Ander Iru, todos ellos porteros.